# Perophoridae
Perophoridae — rodzina żachw z rzędu Enterogona, podrzędu Phlebobranchia.
Do rodziny zalicza się następujące rodzaje:
- Ecteinascidia Heardman, 1880
- Perophora Wiegmann, 1835